# 毒舌大狀
《毒舌大狀》（英語：A Guilty Conscience）是2023年香港律政電影，由吳煒倫導演及編劇，黃子華、謝君豪、王丹妮、廖子妤及王敏德領銜主演，並由何啟華、楊偲泳及栢天男聯合演出；並由林保怡及谷德昭友情演出。
本片為吳煒倫的長篇電影導演處女作，其前導預告於《飯戲攻心》片尾首次公開。電影於2023年1月21日（年三十）為癸卯兔年賀歲片上映。
2023年2月21日，《毒舌大狀》上映一個月三度打破票房紀錄，三十二日累計票房已衝破1億港元，成為香港電影史上首部破億票房的香港電影，也成為香港票房收入最高的華語電影，直至在2024年被《破·地獄》超越。
2024年4月14日，《毒舌大狀》榮獲第42屆香港電影金像獎最佳電影。

## 劇情概要
由兩年前（2002年）裁判官轉職的大律師林涼水（黃子華飾）於首單案件為客戶曾潔兒（王丹妮飾）處理虐兒案時，因一次失誤，令曾潔兒被判誤殺罪被判監17年，從此愧疚萬分，將事務所從律師樓重鎮的中環遷移至旺角唐樓，其名聲亦從此一落千丈。
兩年後（2004年），一次意外令林涼水發現當年曾潔兒案件的新證據，為彌補當年錯失及贖罪，找回其師爺太子（何啟華飾）及當年合作的大律師方家軍（楊偲泳飾）去重新翻案。但林涼水一行人要面對的，卻是當年曾潔兒的死對頭兼其外遇對象的妻子、首富千金的鍾念華（廖子妤飾），以及其財雄勢大的背後勢力……
面對多方勢力的威脅，林涼水到底如何見招拆招，為曾潔兒洗脫罪名？

## 角色

### 法律人員
| 演員                    | 角色     | 暱稱／關係 |
| 黃子華                  | 林涼水   | 水官、水哥、阿水、涼水、Adrian、林大狀、Mr.Lam 大律師 原為裁判官 方家軍之上司兼師父，同為曾潔兒的辯護代表 初時其表現不被方家軍認同，但後來改觀 陸定恆之舊同學兼好兄弟 TK何之生意夥伴兼好友 張德和之好友 |
| 謝君豪                  | 金遠山   | 金大狀、Mr.Kam、阿山 資深大律師／律政司外聘主控官 後因不接受與鍾家同流合污，暗中改變立場，在庭上批判鍾京頤，初期不認同林涼水的處事方式，後回想執業之初衷而改觀                                          |
| 王敏德                  | 董衛國   | James、Jim、James Tung、董大狀 退休資深大律師 鍾家法律顧問 後因行賄罪被廉政公署拘捕 |
| 楊偲泳                  | 方家軍   | Evelyn、Ms.Fong、方大狀 年青大律師 林涼水之下屬兼徒弟，同為曾潔兒的辯護代表 初時不認同林涼水的處事方式，但後來改觀 最後在金鐘成立合夥律師事務所                                                         |
| 何啟華                  | 太子     | 法律行政文員（師爺） 社團老大之次子 |
| 谷德昭 （特別演出）     | TK何     | TK 大律師 林涼水之生意夥伴兼好友 方家軍之上司 游說林涼水加入其大律師事務所 |
| 羅孝勇                  | Ben      | 董衛國之助手 |
| 韓毓霞 （由曾慶珏配音） |          | 高等法院上訴庭法官 |
| 麥振江                  |          | 高等法院原審法官 |
| 周志輝 （聲演）         |          | 金遠山之師父 和金遠山通電話，說服其繼續擔任主控官 （本集無登場，只在對話中提及） |
| 梁皓楷                  | 梁大狀   | 曾潔兒案的前期主控官 |
| 吳瑞庭                  | Patrick  | 負責曾潔兒案的高級檢控官 |
| 連小喬                  | 關大律師 | 金遠山徒弟 |

### 曾家
| 演員   | 角色   | 暱稱／關係 |
| 王丹妮 | 曾潔兒 | Jolene、曾小姐 前國際著名模特兒 曾韻悅之母 鍾京頤之情婦，被其陷害，後反目 鍾念華之情敵兼死敵，被其陷害 委託林涼水、方家軍為她辯護 兩年前被控虐兒，後被以誤殺罪判入獄17年，後欲改判謀殺罪 最後因為發現鍾京頤和鍾念華為真兇而判無罪釋放 |
| 莫然   | 曾韻悅 | Elsa 鍾京頤之私生女 曾潔兒之女 語障兒童，只能以手語溝通 被鍾念華撞擊厨房枱角至昏迷，再被鍾京頤灌入蒸餾水以稀釋其血液，最終不治 |

### 鍾家
| 演員   | 角色     | 暱稱／關係 |
| 林小湛 | 鍾林以逸 | 鍾老太 鍾念華之母 鍾京頤之岳母 僱用董衛國為鍾家提供法律意見 |
| 廖子妤 | 鍾念華   | Victoria、念華 千金小姐 鍾京頤之妻，與其狼狽為奸 曾潔兒之好友，後為情敵兼死敵，並陷害其 與鍾京頤賄賂陳球在法庭上作假口供導致曾潔兒坐冤獄 在曾潔兒住所推跌曾韻悅至枱角大量失血致昏迷 後因行賄罪及串謀謀殺罪分別被廉政公署及警方拘捕                                       |
| 栢天男 | 鍾京頤   | King、Desmond、鍾醫生 醫生 鍾念華之入贅丈夫，與其狼狽為奸 曾潔兒之情夫，並陷害其，後反目 曾韻悅之父 在曾韻悅倒地大量失血，還餵她喝下兩樽礦泉水，令她因血液遭稀釋而死 之後與鍾念華賄賂陳球在庭上作假口供，導致曾潔兒坐冤獄 後因行賄罪及串謀謀殺罪分別被廉政公署及警方拘捕 |

### 其他演員
| 演員                            | 角色     | 暱稱／關係 |
| 林保怡 （特別演出）文替：吳楚良 | 陸定恆   | 林涼水之舊同學兼好兄弟 廉政公署助理處長 後上門拘捕鍾念華、鍾京頤、董衛國                                                            |
| 徐浩昌                          | Marco哥  | 國際股票炒賣專家 TK何之好友 |
| 黃俊豪                          | Wilson哥 | 國際地產炒賣專家 TK何之好友 |
| 黎澤恩                          | 私家偵探 | 負責恊助林涼水跟蹤鍾念華 |
| 雷德偉                          | 大寶哥   | 黑道老大 林涼水之客戶 |
| 麥子雲                          | 陳球     | 陳伯 保安 兩年前被鍾念華賄賂，上庭給假口供，導致曾潔兒坐冤獄 兩年後病重，因良心有愧，逝世前在遺書中導出案件真相，促成案件重審之關鍵 |
| 甄懋強                          | 張德和   | 張Sir 高級警司 林涼水之好友 暗中協助林涼水保釋，以便他及時上庭                                                                      |
| 蘿蔔                            | 古惑仔   | 太子之手下 |
| 陳郁憲                          |          | 有干擾證物紀錄的警員 |
| 馬錫忠                          | 蔡醫生   | 法醫證人 |

## 音樂
本片音樂由廖頴琛、區樂恆及張戩仁共同編寫。其電影配樂大碟於2023年4月8日正式於Apple Music及Spotify等串流音樂平台上發佈。
本片上映前亦發表主題曲《毒舌神曲》，由黃子華及何啟華主唱，僅於宣傳時以足本音樂錄影帶方式在YouTube及社交平台上發佈，於電影本篇結尾以純音樂收錄。

### 歌曲
| 曲別   | 歌名         | 作曲      | 作詞 | 編曲      | 演唱者              |
| ------ | ------------ | --------- | ---- | --------- | ------------------- |
| 主題曲 | 《毒舌神曲》 | Gareth. T | 小克 | Gareth. T | 黃子華x何啟華@ERROR |

## 製作
這是編劇吳煒倫首次執導，此前曾為《梅艷芳》、《寒戰II》編劇。於監製江志強邀請投資為導演處女作下，吳煒倫於2019至2020年中期間開始構思劇本及進入前期製作階段。亦在江氏推薦下，黃子華加入劇組，隨後主體演員選角及勘景，進入圍讀綵排。

### 人物性格
林凉水（黃子華飾）得名是因為其命格火旺，所以取名要有水字平衡。最初他担任裁判官時，因得罪上司，被調職到淫審處。及後得好友TK（谷德昭飾）邀請過檔律師行並改當大律師。
但一次處理虐兒案，因對案件的準備不足以及上庭輕率，令被告──遇害女童之母曾潔兒（王丹妮飾）被判監十七年。事後林凉水良心受責，終日借酒消愁，惹是生非。幸得友人陸定恆（林保怡飾）支持和提醒，林凉水之人物性格有著極大變化。他在旺角唐樓設立林涼水律師事務所，處事手法與以往有很大改變。他愿意為無財無勢的弱勢社群服務，為民發言，公道先行。他的認真及渴望為曾潔兒翻案的態度，令方家軍（楊偲泳飾）感動，愿意和他合作為曾潔兒翻案，最後經多次舌劍舉證，曾潔兒上訴得直，當庭釋放。

### 取景地點
- 林涼水（黃子華飾）在孖沙茶餐廳。
- 林凉水（黃子華飾）情緒低落，坐在旺角麥花臣遊樂場觀眾席，與陸定衡（林保怡飾）把酒訴聊天。[9]
- 此劇主要法庭戲、林凉水當裁判官的辦公室和收押室等，是在香港二級歷史建築深水埗前北九龍裁判法院（前蕯凡納藝術設計大學香港分校）及前粉嶺裁判法院取景。[10][10][11][12]
- 此劇林凉水的海報及他在沉思法律的公義所身處的地點，是位於中環香港法定古蹟前最高法院及代表公義的泰美斯女神雕像（今終審法院大樓）。[13]
- 金遠山（謝君豪飾）和董衛國（王敏德飾）商討案件的辦公地點是位於大坑的一級歷史建築虎豹别墅（前虎豹樂圃）。[14]
- 拍攝鍾老太（林小湛飾）聽取法律顧問董衛國（王敏德飾）意見及鍾念華（廖子妤飾）與鍾京頤（栢天男飾）夫婦被捕等場口的鍾氏大宅，是位於灣仔中峽道15號，建於1990年的仿古典建築風格大宅，業主為捷成洋行主席捷成漢（Hans Michael Jebsen）。[15][16][17]

## 發行
2022年12月14日，推出國際版最新預告，《毒舌大狀》除香港及澳門外，將於英國、美國、加拿大、澳洲、紐西蘭及東南亞同步上映。
2023年2月24日，華映娛樂宣布《毒舌大狀》於3月24日在全台影院上映。
2023年3月11日，《毒舌大狀》於愛爾蘭影院上映。
為求進入中國大陸市場，《毒舌大狀》只作一處改動，將台詞「法律面前，窮人含𡳞（撚）」重新配音，改為「窮人死梗」。
2023年9月14日，日本發行商樂天Content Central宣佈取得《毒舌大狀》日本發行權，預定於同年10月20日日本上映。

## 票房
香港
- 2023年1月21日，首日開畫票房420萬[23]。
- 2023年1月22日，截止晚上十時，單日票房為610萬，為近五年單日最高票房[24]。
- 2023年1月23日，單日票房為680萬，打破香港史上賀歲片單日最高票房紀錄，三日累計票房達1500萬[25]。
- 2023年1月24日，單日票房為704萬，再度打破香港史上賀歲片及近五年單日最高票房紀錄，四日累計票房達2000萬[26]。
- 2023年1月25日，五日累計票房達3,000萬，為香港史上最快突破此成績的港產片[27]。
- 2023年1月26日，六日累計票房達4,000萬，為香港史上最快衝破此成績的港產片，並成為本地最賣座華語電影第40位[28]。
- 2023年1月27日，七日累計票房達4,500萬，為本地最賣座華語電影第21位[29]。
- 2023年1月28日，八日累計票房達5,000萬，繼續打破香港電影史上票房最快紀錄，並成為本地最賣座華語電影第16位[30]。
- 2023年1月30日，十日累計票房達5,500萬，繼續打破香港電影史上票房最快紀錄，並成為本地最賣座華語電影第13位[31]。
- 2023年1月31日，十一日累計票房已衝破5,800萬，成為本地最賣座華語電影第9位[32]，繼《飯戲攻心》後，黃子華第二部打入十大票房的香港電影。
- 2023年2月1日，十二日累計票房已衝破6,130萬，成為本地最賣座華語電影第6位[33]。
- 2023年2月2日，十三日累計票房已衝破6,300萬，成為本地最賣座華語電影第4位[34]。
- 2023年2月3日，十四日累計票房已衝破6,700萬，打破《寒戰II》，成為本地最賣座華語電影第3位[35]。
- 2023年2月4日，十五日累計票房已衝破7,000萬，成為繼《明日戰記》及《飯戲攻心》後，香港電影史上第三部衝破該票房成績的電影[36]。
- 2023年2月5日，十六日累計票房已衝破7,500萬，繼續打破香港電影史上票房最快紀錄[37]。
- 2023年2月6日，十七日累計票房已衝破7,800萬，超越《飯戲攻心》，成為本地最賣座華語電影第2位[38]；截至當晚，票房更衝破8,000萬，成為繼《明日戰記》後，香港電影史上第二部衝破該票房成績的電影[39]。
- 2023年2月7日，十八日累計票房已衝破8,200萬，超越《明日戰記》，成為本地最賣座華語電影第1位[40]、本地最賣座電影第19位以及本地最賣座亞洲電影。
- 2023年2月12日，二十三日累計票房已衝破9,000萬，成為繼《明日戰記》後，相隔四個月再度打破香港以及本地亞洲電影票房紀錄，成為首部打入該票房成績的香港電影以及本地最賣座電影第14位[41]。
- 2023年2月17日，二十八日累計票房已衝破9,500萬，繼續打破香港電影以及本地亞洲電影票房紀錄[42]。
- 2023年2月18日，二十九日累計票房已衝破9,700萬，超越《侏羅紀世界》及《復仇者聯盟》，成為本地最賣座電影第12位[43]。
- 2023年2月19日，三十日累計票房已衝破9,800萬，繼續打破香港電影以及本地亞洲電影票房紀錄[44]。
- 2023年2月20日，三十一日累計票房已衝破9,900萬，超越《變形金剛：殲滅世紀》，成為本地最賣座電影第11位[45]。
- 2023年2月21日，《毒舌大狀》上映一個月創下票房紀錄新里程碑，兩度打破票房紀錄，三十二日累計票房已衝破1億，成為香港電影史上首部破億票房的電影[6]。
- 2023年2月22日，第三十三日單日票房反超《蟻人與黃蜂女：量子狂熱》重登第一。
- 2023年2月23日，蟬聯單日票房第一，三十四日累計票房已衝破1億100萬，繼續創下香港電影史上亞洲及港產片新高[46]。
- 2023年2月24日，三十五日累計票房已衝破1億200萬，繼續創下香港電影史上亞洲及港產片新高。
- 2023年2月25日，三十六日累計票房已衝破1億300萬，繼續創下香港電影史上亞洲及港產片新高。
- 2023年2月26日，三十七日累計票房已衝破1億400萬，繼續創下香港電影史上亞洲及港產片新高。
- 2023年2月27日，三十八日累計票房已衝破1億500萬，繼續創下香港電影史上亞洲及港產片新高。
- 2023年3月2日，四十一日累計票房已衝破1億640萬，超越《鐵甲奇俠3》，成為本地最賣座電影第10位[47]。
- 2023年3月4日，四十三日累計票房已衝破1億800萬，超越《壯志凌雲：獨行俠》，成為本地最賣座電影第9位[48]。
- 2023年4月30日，100日累計票房已衝破1億1454萬，超越《美國隊長3：英雄內戰》，成為本地最賣座電影第8位後便完美落幕。
- 該片是自2004年的《功夫》之後，時隔19年港產片再次擊敗進口片拿下全年票房冠軍。進口片冠軍《奧本海默》有7184萬。[49]

馬來西亞
- 2023年1月21日，首日開畫票房14.4萬令吉，位居賀歲片第4位。
- 2023年1月22日，單日票房為46.5萬令吉，累計票房達63萬令吉
- 2023年1月23日，單日票房為47.9萬令吉。
- 2023年1月24日，單日票房為51.5萬令吉，成為大馬單日票房季軍，累計票房達163萬令吉。
- 2023年1月25日，累計票房達210萬令吉。
- 2023年1月27日，成為大馬單日票房冠軍。
- 2023年1月29日，累計票房已突破400萬令吉，榮登大馬週末票房冠軍。
- 2023年2月1日，累計票房已衝破540萬令吉，超越《天龍八部之喬峯傳》，榮登大馬中文賀歲檔票房冠軍。
- 2023年2月5日，單日票房上映以來最高，累計票房已衝破680萬令吉。
- 2023年2月10日，累計票房已衝破788萬令吉。
- 2023年2月12日，累計票房已衝破894萬令吉。
- 2023年2月17日，累計票房已衝破937.7萬令吉。
- 2023年2月19日，累計票房已衝破980.5萬令吉。
- 2023年2月26日，累計票房已衝破992.6萬令吉。
- 2023年3月3日，累計票房已衝破1000萬令吉，是新冠疫情爆發後首部破千萬票房的中文電影。

| 上一届： 《THE FIRST SLAM DUNK》    | 2023年香港一週票房冠軍 第3-6週   | 下一届： 《蟻人與黃蜂女：量子狂熱》 |
| 上一届： 《THE FIRST SLAM DUNK》    | 2023年香港週末票房冠軍 第4-7週   | 下一届： 《蟻人與黃蜂女：量子狂熱》 |
| 上一届： 《蟻人與黃蜂女：量子狂熱》 | 2023年中國內地一週票房冠軍 第9週 | 下一届： 《保你平安》               |

### 片尾
片尾彩蛋播放了本電影的賀年廣告，而該廣告於上映期間在電視媒體流出。

## 軼事
雖然電影大部份在前北九龍裁判法院取景，但根據YouTube頻道《鬼哥睇乜戲》的資料，該法院取景時出現大量改動 （页面存档备份，存于）：
| 電影場景                 | 真實場景                   |
| ------------------------ | -------------------------- |
| 陪審團座位為4-5個        | 陪審團座位只有2-3個        |
| 法庭設有證人欄           | 沒有證人欄                 |
| 出現寫有「天有眼」的桌子 | 桌子下沒有「天有眼」的字句 |
| 法院大門開放             | 法院大門封閉               |
| 設有律師專用座位         | 沒有律師專用座位           |

## 奬項
| 年份 | 颁奖典礼                       | 奖项                | 入圍者                 | 结果 |
| ---- | ------------------------------ | ------------------- | ---------------------- | ---- |
| 2023 | 第36屆中國電影金雞獎           | 最佳故事片          | 《毒舌律師》           | 提名 |
| 2023 | 第36屆中國電影金雞獎           | 最佳导演处女作      | 吳煒倫                 | 提名 |
| 2023 | 第36屆中國電影金雞獎           | 最佳编剧            | 吳煒倫、張雲青、林偉文 | 提名 |
| 2023 | 第36屆中國電影金雞獎           | 最佳音乐            | 廖頴琛、區樂恆、張戩仁 | 提名 |
| 2024 | 第30屆香港電影評論學會大獎     | 最佳女演員          | 楊偲泳                 | 提名 |
| 2024 | Golden BROWN Awards 2023       | Golden BROWN Awards | 《毒舌大狀》           | 獲獎 |
| 2024 | 2023年度香港電影編劇家協會大獎 | 年度推薦劇本獎      | 《毒舌大狀》           | 獲獎 |
| 2024 | 2023年度香港電影編劇家協會大獎 | 年度最佳電影角色獎  | 黃子華                 | 獲獎 |
| 2024 | 2023年度香港電影導演會年度大獎 | 最佳電影            | 《毒舌大狀》           | 獲獎 |
| 2024 | 第42屆香港電影金像獎           | 最佳電影            | 《毒舌大狀》           | 獲獎 |
| 2024 | 第42屆香港電影金像獎           | 最佳導演            | 吳煒倫                 | 提名 |
| 2024 | 第42屆香港電影金像獎           | 最佳編劇            | 吳煒倫、張雲青、林偉文 | 提名 |
| 2024 | 第42屆香港電影金像獎           | 最佳男主角          | 黃子華                 | 提名 |
| 2024 | 第42屆香港電影金像獎           | 最佳女主角          | 王丹妮                 | 提名 |
| 2024 | 第42屆香港電影金像獎           | 最佳男配角          | 謝君豪                 | 提名 |
| 2024 | 第42屆香港電影金像獎           | 最佳女配角          | 楊偲泳                 | 提名 |
| 2024 | 第42屆香港電影金像獎           | 最佳女配角          | 廖子妤                 | 提名 |
| 2024 | 第42屆香港電影金像獎           | 最佳剪接            | 陳祺合                 | 提名 |
| 2024 | 第42屆香港電影金像獎           | 新晉導演            | 吳煒倫                 | 提名 |

## 外部連結
- 毒舌大狀的Facebook專頁
- 毒舌大狀的Instagram帳戶
- 香港影庫上《毒舌大狀》的資料（繁體中文）
- 豆瓣电影上《毒舌大狀》的資料 （简体中文）
- 时光网上《毒舌大狀》的資料（简体中文）
- 互联网电影数据库（IMDb）上《毒舌大狀》的资料（英文）
- 爛番茄上《毒舌大狀》的資料（英文）